# Rüdiger Rabenstein
Rüdiger Rabenstein (* 10. April 1944 in Kiel; † 6. Dezember 2004 in Haltern am See) war ein deutscher Sportwissenschaftler und Radsport-Enthusiast.
Rüdiger Rabenstein Amateur-Radrennfahrer und gewann in den 1970er Jahren das renommierte Bahnrennen „Der Silberne Adler“ in Köln. In Neuss schloss er ein Studium für das Lehramt an Grundschulen ab und erlangte an der Deutschen Sporthochschule in Köln den Abschluss als Diplom-Sportlehrer. Sein Studium an der Sporthochschule beendete er mit der Promotion zum Thema „Radsport und Gesellschaft“. Als Dozent der Westfälischen Wilhelms-Universität in Münster führte Rabenstein Seminare und Ausstellungen zum Radsport durch und veröffentlichte mehrere Bücher sowie zahllose Aufsätze zum Radsport. Im Jahre 2002 organisierte er die „International Cycling History Conference“ in Münster. Er war über 20 Jahre im Bezirksvorstand Nord-Westfalen für den Straßenradsport und die Bezirksjugend verantwortlich. Zudem war er Mitbegründer der damaligen Rolinck-Tour, aus der sich die Internationale Sparkassen-Münsterland-Tour der Junioren entwickelt hat, und an der Organisation von Groningen-Münster beteiligt sowie an der Giro-Etappe mit gleichem Verlauf 2002.
Unter anderem moderierte Rabenstein viele Jahre das Nachwuchs-Sechstagerennen in der Dortmunder Westfalenhalle, die Rheinland-Pfalz-Rundfahrt, die Thüringen- oder auch die Hessen-Rundfahrt. Als Sportlicher Leiter der Renngemeinschaft Mercier Münster und später des Post SV Münster gab Rabenstein seine Erfahrungen an den Nachwuchs weiter, die er selbst unter Trainern wie dem Olympia-Sechsten Wilfried Trott, Olympiasieger Udo Hempel, Steher-Spezialist Ralf Stambula, Dieter Münch, Bruno Zollfrank sowie Dieter Giebken gesammelt hatte.
Zur Erinnerung an ihn hat der Radsportbezirk Nord-Westfalen den Rüdiger-Rabenstein-Preis ausgeschrieben, ein Förderpreis für die beste Mitgliederwerbeaktion.

## Schriften
- Radsport und Gesellschaft. Ihre sozialgeschichtlichen Zusammenhänge in der Zeit von 1867 bis 1914. Weidmann, Hildesheim u. a. 1991, ISBN 3-615-00066-8 (2. Auflage. ebenda 1996; zugleich: Münster, Westfälische Wilhelms-Universität, Dissertation, 1989).
- T. H. S. Walker – English cycling pioneer in Germany. In: Robert van der Plas (Hrsg.): Cycle History. Proceedings of the 5th International Cycle History Conference, Cambridge, England, September 2–4, 1994. Bicycle Books, San Francisco CA 1995, ISBN 0-933201-72-9, S. 155–160, (englisch).
- Some Facts About the History of Doping in Cycling Competition. In: Nicholas Oddy, Rob van der Plas: Cycle History 8. Proceedings of the 8th International Cycle History Conference, Glasgow, Scotland, August 26–29, 1997. Van Der Plas Publications, San Francisco CA 1998, ISBN 1-892495-03-1, S. 119–130, (englisch).